# Exyrias
Az Exyrias a csontos halak (Osteichthyes) főosztályának a sugarasúszójú halak (Actinopterygii) osztályába, ezen belül a sügéralakúak (Perciformes) rendjébe, a gébfélék (Gobiidae) családjába és a Gobiinae alcsaládjába tartozó nem.

## Rendszerezés
A nembe az alábbi 5 faj tartozik:
- Exyrias akihito Allen & Randall, 2005
- Exyrias belissimus (Smith, 1959)
- Exyrias ferrarisi Murdy, 1985
- Exyrias puntang (Bleeker, 1851) - típusfaj
- Exyrias volcanus (Herre, 1927)